# Demonaz Doom Occulta
Harald Nævdal (n. el 6 de julio de 1970) conocido como Demonaz Doom Occulta, o simplemente como Demonaz es conocido por haber sido el guitarrista de la banda de black metal noruego Immortal, aunque en la actualidad también colabora con la banda en las tareas de composición.

## Historia
En 1988 fundó la banda Amputation con la ayuda de Jan Atle (Padden) y Jörn Tonsberg con los que más tarde coincidiría en Immortal. En esta banda se encargaba de la guitarra y las voces y llegarían a grabar dos demos.
En 1990, coincidiendo con la separación de Amputation, Nævdal y Tonsberg fundan una nueva banda con el bajista / vocalista de Old Funeral Olve Eikemo y el batería Armagedda.
Sus letras se centran en los paisajes helados y una tierra de ficción llamada Blashyrkh. La historia de Blashyrkh tiene vital importancia a lo largo de los álbumes de Immortal.
Busca inspiración para sus letras tomando largos paseos en el campo noruego en su ciudad natal, Bergen. 
Fue conocido por su rápidas partes de guitarra que siempre se basa en acordes de potencia. 
Con Abbath, formó el núcleo de Immortal hasta 1997 hasta que el batería Horgh se unió a la banda ese mismo año. 
Demonaz tocó la guitarra en los álbumes Diabolical Fullmoon Mysticism, Pure Holocaust y Battles in the North, siendo su última contribución para Immortal el álbum de 1997 Blizzard Beasts. Ese mismo año, se le diagnosticó una tendinitis aguda, y ya no podía tocar la guitarra a la velocidad necesaria para Immortal. En cambio, continúa escribiendo letras para Immortal y a menudo ejerce el papel de gerente. A menudo acompaña a la banda en gira y sigue siendo visto con Abbath, Horgh y Apollyon como miembro de la banda.Se opero de la tendinitis en 2013 y después de la recuperación, en 2015 retorno a la banda como guitarrista y vocalista tomando la posición de Abbath.
Demonaz ha comenzado su proyecto en solitario donde es el vocalista. Este proyecto también incluye a la mayoría de los miembros de la banda I. Su primer álbum ha sido publicado en abril de 2011 con el nombre March of the Norse.

## Miembros de Demonaz
- Demonaz - voz principal
- Abbath - bajo y coros
- Armagedda - batería
- Ice Dale - guitarra

## Discografía
En solitario
- March of the Norse (2011)

Con Immortal
- Diabolical Fullmoon Mysticism (1992)
- Pure Holocaust (1993)
- Battles in the North (1995)
- Blizzard Beasts (1997)
- At the Heart of Winter (1999)
- Damned In Black (2000)
- Sons of Northern Darkness (2002)
- All Shall Fall (2009)
- Northern Chaos Gods (2018)